# Édouard Nganga
 (juin 2025).
Si vous disposez d'ouvrages ou d'articles de référence ou si vous connaissez des sites web de qualité traitant du thème abordé ici, merci de compléter l'article en donnant les références utiles à sa vérifiabilité et en les liant à la section « Notes et références ».
Pour les articles homonymes, voir Nganga.
Édouard Nganga est un artiste congolais. 

## Biographie

### Enfance, éducation et débuts
Edouard Nganga naît à Kinshasa, de parents Mfoalistes (Brazzavillois) alors Léopoldville, le 27 octobre 1933. C'est à Mfoa ( Brazzaville) que Mrs. Edouard Nganga a rendu l'âme le 7 Juin 2020. 
Célèbre chanteur et auteur-compositeur s’est éteint le dimanche 7 juin 2020, au Centre hospitalier et universitaire de Brazzaville (CHU-B). Il était âgé de 87 ans.
Flash-back sur la vie de ce virtuose qui a marqué d’une pierre blanche l’histoire de la musique des deux rives du fleuve Congo.
Fils unique, c’est à Léopoldville, actuelle Kinshasa, capitale de la République Démocratique du Congo, qu’Edo Ganga a vu le jour, le 27 octobre 1933.
L’artiste a fait ses études à l’école primaire de la Grande école de Poto-Poto, le troisième arrondissement de la capitale.
Après son Certificat d’études primaires élémentaires (CEPE), son grand-père, Ganga Edouard, instituteur, l’aiguille à l’Ecole professionnelle de l’Afrique Equatoriale Française, (actuelle Lycée technique du 1er Mai), pour qu’il devienne un ouvrier qualifié. Alors que lui-même voulait marcher dans le sillage de son homonyme.
En 1953, il obtient son Certificat d’Aptitude professionnelle (CAP) de menuiserie industrielle.
La même année, il participe à un concours de circonstance comme percussionniste à l’enregistrement au studio Opika de Kinshasa de la célèbre chanson ‘’Parafifi’’.
En 1954, Edo est embauché comme dessinateur-traceur dans une société industrielle de bois, au port de Mpila.
La même année, il fonde l’un des premiers orchestres de Brazzaville, le Negro Jazz, avec des amis comme Nino Malapet, et Kaba Joseph (journaliste de Radio Brazzaville, chef d’orchestre). Cet ensemble musical signe un contrat avec Emile Faignond leur permettant de jouer au Bar Faignond, à Poto-Poto. C’est dans ce groupe qu’il signe l’hymne à l’amour ‘’Aimé wa bolingo’’, enregistré à Kinshasa (Editions Loningisa).
Le 6 juin 1956, le chanteur est parmi les fondateurs de l’OK Jazz, avec Loambo Makiadi ‘’Franco’’, Vicky Longomba, De La lune, Desoin, etc. Un groupe qu’il quitte en 1959, pour rentrer au bercail. Le 15 août de cette même année, avec Nino Malapet, Loubelo De Lalune, Célestin Kouka, ils portent sur les fonts baptismaux, au bar Faignond, l’orchestre les Bantou.
En 1962, Essous et Delalune repartent incognito à Kinshasa finaliser les enregistrements qu’ils avaient entamés.
En 1964, avec le rapatriement des Africains et particulièrement des Congolais de Kinshasa, les deux artistes reviennent à Brazzaville, pendant que les Bantous étaient en tournée à Douala, au Cameroun.
Edo, qui nourrissait l’ambition d’aller enregistrer en France, finit par réintégrer les Bantous.
En 1973, cet orchestre connaît une vague de départs: Célestin Kouka, Pamelo Mounk’a et Kosmos Moutouari fondent l’orchestre Le Peuple, le trio Cepakos, tandis qu’Edo Ganga, Ange Linaud, Bitsikou Théo et Passi Ngongo Mermans, créent ‘’Les Nzoi’’. «Nous, Les Nzoi, on s’était organisé. Il y a un ami de Dolisie, Makosso Lenoir, qui m’avait proposé de travailler avec lui dans la gestion de la boucherie ‘’Prodel’’. C’était en 1975. En 77, je suis reparti à Brazzaville. Célestin Kouka que j’ai amené dans l’OK Jazz me propose de le rejoindre dans Le Peuple. Ce que j’ai accepté, volontiers (...) Et puis, finalement, je suis reparti dans les Bantous. Nous sommes allés au festival de la jeunesse à Cuba (…) Après, en 1990, j’ai réintégré les Bantous qui sont le socle», nous confiait-il, en 2014, dans son bureau, quand il occupait les fonctions de conseiller aux arts des scènes et à la promotion des artistes de Jean-Claude Gakosso, alors ministre de la Culture et des arts.
Paul Soni Benga, ancien directeur général de la chaîne Digital radio-télévision (DRTV), lui avait consacré un film documentaire de 120 minutes: «Nganga Edo, le dernier des Bantous de la capitale», à l’occasion de la célébration des 60 ans de la création de l’orchestre «Les Bantous de la Capitale».

### Carrière
Menuisier de formation, sa passion pour la musique l'incite, en 1954, à créer le groupe “Négro Jazz” avec d’autres artistes. Il est cofondateur de l'OK Jazz et des Bantous de la capitale.

### Mort
Il meurt le 7 juin 2020, à 87 ans.

## Distinction
Le 15 août 2019, Edo Ganga, qui fut député à l’Assemblée nationale populaire où il représentait les artistes, a été élevé au grade de Commandeur dans l’ordre du mérite congolais par le Président Denis Sassou-Nguesso. C’était à l’occasion de la célébration du 59e anniversaire de l’indépendance du Congo.